# Valley Hi (album)
Valley Hi is het derde soloalbum van Iain Matthews. Matthews is dan naar de Verenigde Staten vertrokken, net als een aantal andere Britse artiesten. Dat betekende ook het (voorlopige) eind van zijn samenwerking met collegae uit Fairport Convention. Hij dook de Countryside Studio in Los Angeles in onder leiding van muziekproducent Michael Nesmith. Ook veranderde hij (weer) van platenlabel, nu was Elektra Records uit Atlanta aan de beurt. Het album was vrij populair in Japan, daar verscheen het vrij vlot op compact disc toen dat medium er was.

## Musici
- Iain Matthews – zang, gitaar
- Bobby Warford, Jay Lacy, Michael Nesmith – gitaar
- Billy Graham – basgitaar, fiddle
- Red Rhodes – steel guitar en dobro
- David Barry – toetsinstrumenten
- Danny Lane – slagwerk
- Byron Berline - fiddle

## Muziek
| Nr. | Titel                                   | Duur |
| --- | --------------------------------------- | ---- |
| 1.  | Keep on sailing (Matthews)              | 4:42 |
| 2.  | Old man at the mill (traditional)       | 2:30 |
| 3.  | Shady lies (Richard Thompson)           | 3:54 |
| 4.  | These days (Jackson Browne)             | 4:23 |
| 5.  | Leaving alone (Matthews)                | 3:34 |
| 6.  | Seven Bridges road (Steve Young)        | 4:05 |
| 7.  | Save your borrows (Matthews)            | 2:22 |
| 8.  | What are you waiting for (Randy Newman) | 4:18 |
| 9.  | Propinquity (Nesmith)                   | 2:51 |
| 10. | Blue blue day (Don Gibson)              | 3:15 |